# 兴隆台街道
兴隆台街道，是中华人民共和国辽宁省沈阳市沈北新区下辖的一个乡镇级行政单位。

## 历史
1983年，为兴隆台锡伯族乡。1984年，改设为兴隆台锡伯族镇。2010年，改为兴隆台街道。
2019年，石佛寺街道撤销，其管辖区域划入兴隆台街道。

## 行政区划
兴隆台街道下辖以下地区：
盘古台社区、大孤柳社区、大营子社区、兴隆台社区、兴鲜社区、救兵台社区、新民社区、小黑台子社区和烟台社区。